# Maurice Montel
Maurice Montel (Espaly-Saint-Marcel, Haute-Loire 10 juni 1900 - Clermont-Ferrand, Puy-de-Dôme 14 mei 1996), was een Frans politicus (SFIO).

## Biografie
Montel was actief voor de Ligue de la Jeune République (Liga van de Jonge Republiek), een progressief katholieke beweging. In 1936 werd hij voor de Jeune République in de Kamer van Afgevaardigden (Chambre des Députés) gekozen. Hij maakte deel uit van de fractie van de parlementaire groepering Gauche Indépendante (Onafhankelijk Links).
Montel stemde op 10 juli 1940 tegen het verlenen van volmachten aan maarschalk Philippe Pétain en behoorde als zodanig tot de Vichy 80.
Montel was na de Tweede Wereldoorlog gedurende 1945-1946 lid van de Nationale Vergadering (Assemblée Nationale) voor de socialistische Section Française de l'Internationale Ouvrière (SFIO). Hij vertegenwoordigde, net als voor de oorlog, het departement Cantal. Nadien was hij maire (burgemeester) van Ruynes-en-Margeride (Cantal).
Hij overleed op 95-jarige leeftijd en werd met grote eer begraven. Bij zijn begrafenis te Ruynes-en-Margeride was de toenmalige voorzitter van de Nationale Vergadering, Philippe Seguin aanwezig die lovende woorden sprak over de overledene.

## Verwijzing
1. ↑  De Ligue de la Jeune République maakte deel uit van het Volksfront (Front Populaire)